# Königsberger Tageblatt

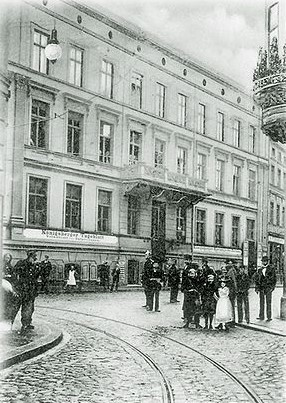
Neues Hartungsches Druckhaus von 1906

Das Königsberger Tageblatt war ein Volksblatt für Ostpreußen von 1897 bis 1944 in Königsberg in Ostpreußen.

## Geschichte
Am 22. August 1897 erschien die erste Ausgabe des Königsberger Tageblatts. Es war vom Verlag der Königsberger Hartungschen Zeitung unter der Leitung von Emil Walter gegründet worden, um einfachere Leserschichten anzusprechen. Es sollte der Königsberger Volkszeitung und der Allgemeinen Zeitung Konkurrenz machen. Das Königsberger Tageblatt warb mit der Angabe billigste Zeitung. Es erschien anfangs zweimal täglich außer montags, später einmal täglich. Die Auflage lag 1897 bei 15.000 Exemplaren. 1906 wurde die Druckerei an den Münchenhofplatz 45 verlegt.
In den 1920er und frühen 1930er Jahren entwickelte es sich zur auflagenstärksten Zeitung in der Stadt mit etwa 70.000 Exemplaren. 
1933 wurde der politische Druck auf das Königsberger Tageblatt und die Königsberger Hartungsche Zeitung erhöht. Die Auflage des Tageblatts sank auf 30.000. Der Verlag beschloss daraufhin, die Hartungsche Zeitung zum Ende des Jahres einzustellen, um wenigstens mit einer Zeitung weiter bestehen zu können.
Das Königsberger Tageblatt kam trotzdem unter einen stärkeren nationalsozialistischen Einfluss.
Am 31. August 1944 erschien nach den Luftangriffen auf Königsberg die letzte reguläre Ausgabe, danach gab es noch drei Notausgaben.

## Persönlichkeiten
Chefredakteure
- Franz Steiner, vor 1922–um 1931
- Eduard Kenkel, –1944